# Highdee Kuan
Highdee Kuan (San Francisco, 3 mei 1998) is een Amerikaanse actrice.

## Biografie
Kuan werd geboren op 3 mei 1998 in San Francisco (Californië). Toen ze drieënhalf was verhuisde ze met haar moeder en zus naar Nederland, waar ze opgroeide en een opleiding klassiek ballet volgde aan het Koninklijk Conservatorium in Den Haag. Op haar zestiende keerde ze terug naar Californië om theater en beeldende kunst te studeren aan de Universiteit van Californië - San Diego. Ze spreekt vloeiend Engels, Nederlands, Duits en Mandarijn.